# Тетерево
Тетерево — деревня в Заокском районе Тульской области, Россия. Входит в Муниципальное образование Страховское.

## География
Находится к югу Москвы, в 110 км от МКАД, входит в состав Заокского района, занимающего северо-западную часть Тульской области. 
Ближайшая станция пригородных поездов - Романовские дачи. Деревня находится в полутора километрах от остановочного пункта. Вокруг деревни находятся многочисленные СНТ и коттеджные посёлки: СНТ «Поленовское-1», «Генэнерго», коттеджные и дачные посёлки «Тетерево», «Виллалес»  На территории деревни находится пруд.  
В более ранние периоды русской истории здесь, в месте расположения полосы широколиственных лесов под названием "тульские засеки" находились южные рубежи государства, постоянно охраняемые. Сегодня лесные ресурсы Тульской области, в состав которой входит Тетерево, составляют государственный лесной фонд.

## История
На картах XVII—XVIII веков деревня обозначалась под разными названиями: Тютерево, Тютерева, Тетерева.
На 1857 год в деревне проживал 101 житель.
В начале 1940-х годов в деревне был 31 двор.

## Население
| 2010 |
| ---- |
| 28   |

## Инфраструктура
В деревне 46 жилых домов. 
Уличная сеть
- Восточная ул.
- Донская ул.
- Московская ул.
- Овражная ул.
- Садовая ул.
- Южная ул.

## Транспорт
Добраться до деревни Тетерево можно на машине по новому Симферопольскому шоссе или на общественном транспорте: подойдет любая электричка, отправляющаяся с Курского вокзала до станции Романовские дачи Курского направления. Тетерево находится в полутора километрах от станции.